# Związek Flagi Andriejewskiej
Związek Flagi Andriejewskiej (ros. Союз Андреевского флага, SAF) – emigracyjna rosyjska organizacja antykomunistyczna o charakterze monarchistycznym działająca w latach 1948–1953.
Organizacja została założona w zachodnich Niemczech w kwietniu 1948 r. przez b. generała lejtnanta armii rosyjskiej i wojsk białych Piotra W. Glazenapa, który został jej pierwszym przewodniczącym. Miała ona charakter wojskowy, skupiając b. carskich oficerów i żołnierzy. Nie weszła w skład Antykomunistycznego Centrum Ruchu Wyzwoleńczego Narodów Rosji, gdyż walczyła nie tylko z bolszewizmem, ale też z wszelkimi tendencjami rewolucyjnymi (nie popierała rewolucji lutowej 1917 r.). Działała natomiast w ramach Centralnego Przedstawicielstwa Rosyjskiej Emigracji. Początkowo cieszyła się dużym autorytetem w kręgach białej emigracji rosyjskiej. Podczas wyborów w 1949 r. organizowanych przez Centralne Przedstawicielstwo Rosyjskiej Emigracji najwięcej głosów zdobył blok monarchistów i SAF. Od 1951 r. nowym przewodniczącym Związku – po śmierci gen. P. W. Glazenapa – został gen. Aleksandr W. Gołubincew. Rozpoczęto wówczas współpracę z zorganizowaną przez Amerykanów organizacją wywiadowczą gen. Reinharda Gehlena. Wkrótce jednak Związek popadł w coraz większe kłopoty finansowe, rozpadając się w 1953 r.